# John Goormaghtigh
John Victor Goormaghtigh (Ghyverinchove, Bélgica, 15 de marzo de 1919–Scharrachbergheim-Irmstett, 12 de julio de 1998) fue un abogado y educador belga. Fue el presidente fundador del Consejo de Fundación de la Organización del Bachillerato Internacional desde 1968 hasta 1981.

## Biografía
Era hijo de Norbert Oscar Jean Goormaghtigh, profesor de medicina e investigador que ejerció como rector de la Universidad de Gante, y de Mabel Lawrence. Estudió en la Universidad Libre de Bruselas y en la Escuela de Artes Decorativas de la Abadía de La Cambre. En la Segunda Guerra Mundial fue detenido el 1 de marzo de 1943 por la Geheime Feldpolizei por cometer actos de resistencia al nazismo. Fue encarcelado y trasladado al campo de concentración de Dachau en 1944. Sería condecorado tanto en Francia como en Bélgica con la Croix de guerre.
De su matrimonio tuvo tres hijos, entre ellos Jacques Goormaghtigh, conocido como Jacques Goorma, poeta, autor y editor de las obras completas de Saint-Pol-Roux.

### Carrera profesional
Desde 1950 ejerció como director del European Endowment for Democracy (EED), organización establecida por la Unión Europea como un fondo fiduciario internacional autónomo. Fue director de la oficina en París del Fondo Carnegie para la Paz Internacional con sede en Nueva York, que luego siguió a Ginebra en 1954 cuando se trasladó allí el centro. En Ginebra enseñó en el Instituto Universitario de Altos Estudios Internacionales, fundado en 1927, y ejerció como presidente de su junta escolar entre 1960 y 1966.
Posteriormente fue secretario general de la Asociación Internacional de Ciencia Política (IPSA/AISP) entre 1955 y 1960 y consultor de la Unesco. Desde 1964, fue presidente del primer Consejo del International Schools Examination Syndicate (ISES), que en 1968 se convirtió oficialmente en el IB hasta 1981. En 1969 fue profesor visitante en la Universidad de Míchigan en Ann Arbor. A comienzos de la década de 1970 recibió la Order of Valour, una condecoración honorífica de Camerún, por su contribución como director del European Endowment para el establecimiento y apertura del International Relations Institute of Cameroon.
De 1980 hasta su jubilación en 1986 fue secretario general de la Fundación Europea de la Ciencia con sede en Estrasburgo.

### Pensamiento
La militancia de Goormaghtigh en la Segunda Guerra Mundial y su confinamiento en Dachau reafirmaron su convencimiento de que un auténtico programa internacional de estudios y evaluaciones académicas serviría para construir un mundo más pacífico y tolerante, así como para lograr un mejor entendimiento intercultural.